# Jim Marshall (fotograf)
James Joseph Marshall (3. února 1936 Chicago - 24. března 2010 New York) byl americký fotograf, známý především svými fotografiemi jazzových a rockových hudebníků šedesátých a sedmdesátých let, mezi které patřily například skupiny The Beatles nebo The Rolling Stones. Byl fotografem festivalů v Newportu či ve Woodstocku.

## Život
Narodil se v Chicagu. Rodina se v roce 1938 přestěhovala do San Francisca.
V roce 1959 si koupil svůj první fotoaparát Leica M2. V roce 1960 jej požádal saxofonista John Coltrane, aby jej svezl autem. Jim toho využil a naoplátku Coltrana požádal o dovolení jej fotografovat. Tyto snímky upoutaly pozornost tisku a zahájily jeho kariéru. V roce 1962 se přestěhoval do New Yorku, kde fotografoval pro nahrávací studia CBS (Columbia), Atlantic a ABC. V roce 1964 dokumentoval folkový festival v Newportu. Po dvou letech se odstěhoval z New Yorku zpět do San Francisca. Zde systematicky fotografoval ve čtvrti Haight - Ashbury komunitu hippies. Uvádí se, že zde pořídil více než 100 000 snímků.
Dne 29. srpna 1966 fotografoval poslední oficiální koncert Beatles v Candlestick Park, San Francisco. Jako jediný fotograf měl přístup i do zákulisí.
V roce 1969 fotografoval hudební festival ve Woodstocku a Johnnyho Cashe během nahrávání ve věznici San Quentin.
V letech 1972 a 1975 fotografoval skupinu Rolling Stones na jejich turné po Spojených státech.
Je autorem portrétů a reportážních fotografií nejpřednějších hvězd jazzu, rocku i folku své doby.

## Knihy
- 2014 The Haight : Love, Rock, and Revolution,
- 2012 The Rolling Stones 1972,
- 2010 Pocket Cash, Chronicle Books - poslední kniha, kterou Marshal připravil za svého života,
- 2009 Trust, Omnibus Press,
- 2005 Jim Marshall: Jazz, Chronicle Books,
- 2004 Proof, Chronicle Books,
- 1997 Not Fade Away : The Rock & Roll Photography of Jim Marshall, Bulfinch Press, druhé vydání: Wolfgang’s Vault : 2000,
- 1999 Early Dylan, Bulfinch Press, společně s fotografy Barry Feinsteinem a Daniel Kramerem,
- 1992 Monterey Pop, Chronicle Books,
- 1987 Tomorrow Never Knows — The Beatles' Last Concert, Terra Firma,
- 1969 Festival - spolu s Baronem Wolmanem

## Ocenění díla
- 2005 Cena časopisu MOJO (Honours List Image Award)
- 2014 Obdržel zvláštní cenu (Special Merit Award) na 56. ročníku Grammy Award jako jediný fotograf v historii.

## Výstavy
- Jim Marshall: The Haight: Love, Rock & Revolution, Leica Gallery Prague, 29. 1. — 28. 3. 2016[1]